# Rowche Rumble
«Rowche Rumble» — третий сингл британской рок-группы The Fall, записанный в студии Cargo Studio, Рочдейл, 11 июня 1979 года и выпущенный в 30 июля лейблом Step Forward Records (каталог: SF11). «Rowche Rumble» стал первым синглом группы, вошедшим в UK Indie Charts: 26 января 1980 года он поднялся до своей наивысшей позиции #31 и пробыл в списках две недели.

## История
Опе песни были записаны в Cargo Studio, Рочдейл, 11 июня 1979 года. Пресс-релиз по поводу второй песни «In My Area» утверждал: «Это первородный вопль, люди: The Fall атакуют своих врагов, напрягаются и опровергают теорию о том, что сильный всегда прав… Возможно, Джонни Кэш звучал бы так, если бы его оставили в тюрьме Сан Квентин».
Пресс-релиз к синглу сообщал: «The Fall намерены задержаться надолго, а фанатов к себе привлекают в возрастном диапазоне от 12 до 40 лет: всегда ведь находятся люди, которым не по вкусу то, что им насильно пихают в глотку; люди, которым по вкусу эзотерическая музыка с хорошим ритмом».
Заглавный трек имел отношение к продукции швейцарской компании Roche Products Limited, выпускавшей, в числе прочего, антидепрессанты («The doctors need prescriptions / the wives need the pills / for Rowche Rumble»).

## Список композиций
Сторона 1
- Rowche Rumble (Smith/Riley/Scanlon) 3:59

Сторона 2
- In My Area (Smith/Riley/Pawlett/Scanlon) 4:00

Несколько альтернативных версий обеих песен были включены в перевыпуск альбома Dragnet (2004 Sanctuary Records)

## Издания
Оригинальные сингловые версии:
- Dragnet (2002, Voiceprint, 2004, Sanctuary, 2004, Earmark — перевыпуски; оба трека в каждом)
- Early Years 77-79 (оба трека)
- Psykick Dance Hall (оба трека)
- Early Singles (оба трека)
- It’s The New Thing! The Step Forward Years (трек 1)
- 50,000 Fall Fans Can’t Be Wrong (трек 1)
- The Fall Box Set 1976—2007 (трек 1, альтернативная версия)

## Состав участников
| - Марк Э. Смит — вокал - Крэйг Скэнлон — гитара - Майк Ли — ударные - Марк Райли — гитара, вокал - Ивонн Поулетт — клавишные - Стив Хэнли — бас-гитара | - Оз Маккормик (Oz McCormick) и The Fall — продюсеры - Джон Брирли (John Brierley) — звукоинженер |  |

Каждому из музыкантов пресс-релиз давал краткую характеристику.
- «Ивонн, как, как и её музыка, любит ездить туда-сюда — что и вы бы делали, если бы произошли из Донкастера. Никогда не играет одно и то же дважды».
- «Крэйг Скэнлан (sic!). Книжный червь группы… Его гениальность всё ещё в стадии формирования. Любимый альбом — White Light/White Heat. Из Staff 9 принёс с собой в репертуар Fall классический Choc-Stock»[4].